# کامارییاس
کامارییاس (به اسپانیایی: Camarillas) یک شهرستان در اسپانیا است که در استان تروئل واقع شده‌است.

## خصوصیات
کامارییاس ۵۰ کیلومترمربع مساحت و ۱۰۲ نفر جمعیت دارد.